# 司馬倫
司馬 倫（しば りん）は、西晋の皇族であり八王の乱の八王の一人。一時的に皇帝に即位したが、正史の晋書では皇帝の伝記である本紀には伝が立てられていない。字は子彝。司馬懿の第9子（末子）。

## 生涯

### 若き日
母は柏夫人であり、司馬懿の晩年に寵愛を受けて司馬倫を生んだ。司馬氏が魏の実権を握ると爵位を与えられ、嘉平元年（249年）に安楽亭侯に封じられた。咸熙元年（264年）、五等爵の制度が復活されると、東安子爵に改封され、諫議大夫に任じられた。甥の武帝司馬炎が魏より禅譲により即位し西晋を建国すると、泰始元年（265年）12月に琅邪王に封じられた。琅邪王であった頃、ある時司馬倫は散騎将の劉緝に命じて職人を買収させ、御裘（皇帝の革衣）を盗もうとした。事が発覚すると劉緝は処罰され司馬倫もまた同罪とされたが、最終的には爵位の高い宗族であるという立場により免罪とされた。咸寧3年（277年）8月、趙王に改封され、平北将軍・都督鄴城守事に任じられた。後に安北将軍に進んだ。

### 関中を乱す
太熙元年（290年）4月、司馬炎が崩御し、子の司馬衷（恵帝）が後を継ぐと、元康元年（291年）8月に征東将軍・都督徐兗二州諸軍事に任じられた。9月、征西大将軍・都督雍梁二州諸軍事に進んで関中の守備を命じられ、開府儀同三司の特権を与えられた。しかし司馬倫の刑賞は不公平であった事から氐族・羌族の反乱を招いてしまい、司馬倫は雍州刺史解系と共にこれの討伐に当たったが、司馬倫は側近の孫秀を信任するあまり、それに不満を持つ解系と軍事作戦について意見が対立し、この論争は互いに朝廷へ作戦案を上奏するまでに発展した。朝廷は司馬倫が関中を乱したと判断して解系を支持し、司馬倫を更迭して洛陽に召喚し、代わりに司馬倫の兄である梁王司馬肜を征西大将軍・都督雍涼二州諸軍事に任じた。しかし後に司馬倫は解系を讒言して失脚させ、免官に追い込んでいる。
洛陽に帰還した司馬倫は、当時権勢を誇っていた賈謐を始めとした賈氏一派に取り入り、皇后賈南風やその母の郭槐に信任されて宮中に出入りするようになった。しかし司馬倫は録尚書事や尚書令の地位を賈謐らに求めたが、張華と尚書裴頠が共にこれに反対したので、司馬倫らは張華を強く憎んだ。張華もまた司馬倫らが変事を起こすのを恐れ、武庫で火事が起こった時は兵を配置して守備を固めてから火事の消火に当たる程であった。

### 太子殺害を教唆
元康9年（299年）12月、賈南風は皇太子司馬遹を忌み嫌っており、罪をでっち上げて廃立して庶民に落とし、永康元年（300年）1月には許昌宮に幽閉した。これに憤った司馬遹の元部下であった右衛督司馬雅・常従督許超は、殿中中郎士猗らと共に賈南風の廃立と皇太子の復位を目論み、この計画に際し強大な兵権を握っていた司馬倫に協力を仰ごうと思い、司馬倫の腹心孫秀へ協力を持ち掛けた。孫秀はこれに同意して司馬倫に伝えると、司馬倫もまた賛同し、通事令史張林と省事張衡らに命じて政変の際には内応するよう準備させた。
しかし孫秀は裏で密かに「太子は聡明で剛猛な人物です。もし東宮に帰還できても、誰かの制御を受けたりはしないでしょう。明公（司馬倫）は元々賈后（賈南風）と結託していたのは誰もが知るところであり、今回太子のために大功を立てたとしても、太子は明公が周囲の圧力によりやむなく協力したぐらいにしか思わず、明公に対する怨みは無くなっても感謝することなどないでしょう。むしろ、今後もし過失があったらそれを口実に誅殺される恐れすらあります。ここはわざと決起を遅らせ、賈后が太子を害するのを待つべきです。その後、太子の仇をとるという大義名分で賈后を廃せば、禍を除いた上に更に大きな志を得ることも可能でしょう」と司馬倫に勧めると、司馬倫はこれに従った。

### 賈氏一派粛清
かくして孫秀は司馬雅らの謀反をわざと賈南風へ流し、さらに司馬倫は孫秀と共に賈謐らへ「急ぎ太子を除いて衆望を絶つべきかと」を進言した。賈謐がこれを賈南風に告げると、賈南風は黄門孫慮に命じて司馬遹を殺害させた。司馬遹の死を見届けると、司馬倫は孫秀と共に賈氏一派討伐を決行しようとしたが、司馬雅・許超は司馬遹殺害の一件で怖気づいてしまい応じなかった。そのため、司馬倫は右衛佽飛督閭和・梁王司馬肜・斉王司馬冏らに計画を伝えると、彼らはこれに協力する事を約束し、4月3日の深夜決行と定められた。
4月3日、司馬倫は孫秀・閭和・司馬肜・司馬冏と共に政変を決行し、皇帝の詔を偽造して近衛軍を掌握し宮中に侵入した。賈謐は異変に気付き逃げようとしたが、兵士に囲まれてその場で殺された。さらに賈南風を捕らえて庶民に落とし、建始殿に幽閉した。賈南風の取り巻きであった趙粲・賈午らも逮捕され、暴室で拷問を受けた。司馬倫は尚書に賈氏一派を尽く捕らえるよう命じたが、尚書らは皆司馬倫の持つ詔を疑い、尚書郎師景は恵帝の直筆による詔を示すよう求めたので、司馬倫等は見せしめとして師景を殺し、群臣に従うよう強要した。そして賈謐など賈一族を皆殺しにすると共に、孫秀と謀議して朝廷内で声望がある者や、かねてより怨みがある者を除くことに決め、張華・裴頠・解系・解結ら多くの政治中枢の役人達を逮捕し、三族まで皆殺しにした。
4日、司馬倫は端門（宮門正南門）を制圧すると、尚書和郁に命じて賈南風を金墉城に監禁させた。同時に側近の劉振・董猛・孫慮・程拠らが処刑され、張華・裴頠の取り巻きとみなされた者多数が罷免された。9日、司馬倫は偽の詔を発し、尚書劉弘に金屑酒（金粉入りの毒酒）を金墉城に届けさせ、賈南風にこの酒を飲ませて自害させた。こうして賈氏一族の時代は終わりを告げた。

### 権力を掌握
司馬倫は詔と称して大赦を下すと、自ら符節を持って都督中外諸軍事・相国・侍中となり、権力を手中に収めた。司馬倫は人望を得るため全国の名士を登用し、かつての平陽郡太守李重・滎陽郡太守荀組を左右の長史に、王堪・劉謨を左右の司馬に、尚書郎束晳を記室に、淮南王文学荀崧・殿中郎陸機を参軍に任じた。
5月、亡き皇太子司馬遹の名誉が回復されると、その子である臨海王司馬臧が皇太孫に立てられた。司馬倫は太孫太傅を兼務し、皇太孫を補佐した。司馬倫はひとまずは人心の掌握と恵帝の補佐に務めていたが、次第に権力の独占を志向するようになった。しかし司馬倫自身は才能に乏しく知略が無かったので、実際には政治を担っていたのは中書令となった孫秀であった。そのため、衆望は次第に司馬倫ではなく孫秀の下に集まるようになり、司馬倫自身の求心力は全く無かった。

### 司馬允反乱
中護軍・淮南王司馬允（恵帝の弟）は司馬倫の専横に不満を抱き、賈謐に連座して失脚していた石崇（石苞の子）や潘岳らの勧めを受けて決起の準備に入った。これを知った司馬倫は強い警戒心を抱き、司馬允を太尉に昇格させて中護軍の兵権を奪おうとしたが、司馬允は病と称して太尉の任を辞退した。さらに孫秀が偽の詔で司馬允を弾劾すると、これに激怒した司馬允は淮南兵と中護軍の兵700人を率いて宮殿に向かい、その途上で「趙王が謀反を起こしたため討伐する。協力する者は左肩を出せ！」と呼び掛け、多数の援軍を得てその兵数は膨れ上がった。一行は東宮にある相国府に向かい、司馬倫は迎撃を命じたものの連敗を喫して1000人余りの死者を出した。
太子左率の陳徽が東宮内部の兵を集めて司馬允に内から呼応すると、司馬允は承華門前に陣を構えて雨のように弓弩を降らせた。相国府主書司馬眭秘は身を挺して司馬倫を守り、矢を浴びて死んだ。朝から始まった攻勢は昼過ぎまで続き、司馬倫の部下は逃げまどって木の下に隠れ、全ての木に数百の矢が刺さるほどであった。陳徽の兄である中書令陳準は司馬允を援護しようと思い、司馬督護の伏胤に騎兵400と白虎幡（統率用の軍旗）を与えて東宮外の司馬允の陣に派遣した。しかしこの時、伏胤は司馬倫の息子である汝陰王司馬虔の調略により密かに司馬倫の側に寝返っており、伏胤は「淮南王（司馬允）を援護する」という偽の詔書を持って司馬允の陣に赴くと、これを迎え入れた司馬允を殺害した。これにより司馬允軍は瓦解し、乱は鎮圧された。
司馬倫は司馬允の子の秦王司馬郁と漢王司馬迪を殺害し、さらに連座により数千人を処刑した。また、かねてより司馬倫・孫秀と折り合いの悪かった潘岳・石崇・欧陽建も謀反に加担したとでっち上げられて一族皆殺しとなり、石崇の財産は没収された。さらに、司馬倫は司馬允の同母弟である呉王司馬晏を逮捕したが、光禄大夫傅祗らが処刑に反対したので、賓徒県王に左遷した。また、孫秀は司馬冏の存在を警戒し、許昌へ出鎮させて中央から遠ざけた。

### 帝位簒奪
司馬倫は孫秀を通じて自身に九錫を下賜するよう恵帝に働きかけ、恵帝が詔を下すと一度わざと辞退し、百官が詔書を携えて受諾するよう請うた後にこれを受諾した。これが実現すると4人の息子達もそれぞれ昇進し、孫秀や張林ら側近達も重任を委ねられた。司馬倫は相国府の兵を2万人追加し、皇帝の近衛軍である宿衛と同等の規模とし、さらに3万を越える兵を無断で養成した。そして国政を掌握した司馬倫と孫秀は、永康2年（301年）1月、禅譲の下準備として牙門趙奉に命じ、宣帝（司馬懿）の神語であると称して「東宮（相国府）の司馬倫は速やかに西宮（禁中）に入るように」と宣言させた。また、宣帝は北邙山にいて趙王を見守っていると称し、北邙山には新たな宣帝廟が建立された。
そして司馬倫は、義陽王司馬威（司馬孚の曾孫）を宮殿に派遣し、恵帝に禅詔（帝位を譲る詔）を作成させた。尚書令満奮と僕射崔随は符節を持ち、印章と組綬を携えて司馬倫に送り届け、宗室諸王や郡公卿士らが「天文に符瑞（帝王が即位する兆し）がある」と称して受諾するよう勧めると、ついに司馬倫はこれを受け入れた。左衛将軍王輿・前軍将軍司馬雅らは甲士を率いて入殿し、三部司馬へ禅譲が執り行われる旨を告げて「支持する者には褒賞を与える。背く者には刑を施す」と宣言し、同日夜の間に恵帝に印章と組綬を渡すよう強要した。こうして翌日、司馬倫は内外の百官が迎える中で兵5000を従えて端門より入り、太極殿に昇って帝位に即いた。
司馬倫が即位すると大赦が下され、建始と改元された。恵帝は雲母車に乗って儀仗隊数百人と共に華林西門から出て金墉城に送られ、護衛のためと称して張衡が金墉城に派遣され、太上皇とされながらも実質的な監禁状態に置かれた。また、皇太孫司馬臧は濮陽王に降格となり、1週間後に殺害された。新たな皇太子には司馬倫の世子の司馬荂が立てられ、同じく子の司馬馥を侍中・大司農・領護軍・京兆王に、司馬虔を侍中・大将軍領軍・広平王に、司馬詡を侍中・撫軍将軍・覇城王に封じ、各々兵権を与えた。
司馬倫は群臣を懐柔しようとして官爵を濫発し、司馬肜を宰相に、何劭を太宰に、孫秀を侍中・中書監・驃騎将軍・儀同三司に、司馬威を中書令に、張林を衛将軍に任じた。平南将軍孫旂の子の孫弼と弟子の孫髦・孫輔・孫琰は、孫秀に協力して司馬倫を補佐したので、司馬倫が即位すると4人とも将軍に任じられ、郡侯に封じられた。司馬倫一派はみな列卿や諸中郎将に任じられ、封賞を多数与えられた。即位に協力した者も全て破格の抜擢を受け、奴隷や士卒であっても爵位が与えられたという。当時、皇帝の近臣は蝉の羽になぞらえた金箔と貂の尾を冠につけていたが、司馬倫が官爵を濫発したので朝廷には貂蝉の冠が溢れかえった。人々は「貂が不足しているので、犬の尾がこれに続いている（犬とは役立たずの者の意）」と噂し合ったという。
この年は賢良・方正・直言・秀才・孝廉・良将の試験が行われず、大臣や郡県から推挙された者はみな官員に登用された。郡国の計吏や太学生で16歳から20歳の者も例外なく署吏に取り立てられた。大赦が行われた日に在職していた郡太守や県令は全て封侯され、郡の小官吏は孝廉に、県の小吏は廉吏に取り立てられた。彼らに下賜する賞賜が巨額になったので国庫が不足してしまい、封侯者に渡す印綬が足りなくなってしまい、文字が書かれていない板が代わりに配られた。そのため官吏たちはむしろ賞賜を受ける事を恥と思うようになり、百姓ですら司馬倫が天寿を全うしないのを確信していたという。
孫秀は司馬倫の皇帝即位に非常な大功があったので、さらに司馬倫はこれを厚遇し、かつて文帝司馬昭が相国だった時に住んでいた内庫に住まわせた。事の大小にかかわらず、すべて孫秀の許可を得てから実行に移された。司馬倫が詔を下した時は孫秀がいつも改変し、取捨を行って自ら青紙に書き写して詔書とした。朝に出された勅命が夜には変えられた事が3・4度に及び、百官の異動も流水のように頻繁に行われた。また孫秀と対立していた張林は孫秀を讒言したが、逆に孫秀の進言を受けた司馬倫は張林を三族と共に誅滅した。

### 三王挙兵
当時、斉王司馬冏・成都王司馬穎・河間王司馬顒の3名はそれぞれ強兵を擁して地方を治めており、司馬倫と孫秀はそれぞれに補佐訳を名目として朝廷の官吏を監視役に付ける一方で、司馬冏を鎮東大将軍に、司馬穎を征北大将軍に任じ、開府儀同三司の特権を与えて懐柔を図っていた。しかし、斉王司馬冏は監視役であった管襲を捕えて殺し、豫州刺史何勗・龍驤将軍董艾らと共に司馬倫打倒の兵を興した。同時に司馬穎・司馬顒・常山王司馬乂・南中郎将・新野公司馬歆に使者を送って協力を呼びかけ、各地の将軍や州郡県国にも決起の檄文を送り「逆臣孫秀が趙王を誤らせた。共に誅討しようではないか。命に従わない者は三族を誅す」と宣言した。司馬穎・司馬乂・司馬歆はこれに呼応し、また当初は朝廷側で参戦しようとしていた司馬顒も、反乱軍が優勢である事を知ると司馬冏の側に鞍替えした。
司馬倫と孫秀はこの挙兵に驚愕し、司馬冏の上書を偽造して「正体不明の賊に攻撃を受けております。我が軍は脆弱であり守ること敵わず、朝廷から援軍を派遣していただきますよう」と書き換え、これを救援するという名目で兵を動員して司馬冏らの討伐に当たらせた。司馬倫は楊珍を宣帝の廟に派遣して祈祷を行わせ、宣帝が司馬倫に感謝しており必ずや賊軍を撃ち破れると宣言させた。また、道士胡沃を太平将軍に任じ、幸運を招かせた。また、昼夜勝利を祈願し、宗族に羽衣を着用させて嵩山に登らせると、仙人王子喬のお告げを得たと称して神仙文書を作らせ、司馬倫の国運は長久に渡ると叙述させた。これにより民心を集めようとしたが、逆に困惑を招いたという。
反乱軍との戦闘は当初は優勢であったが、失態を犯して逃げ帰ってきた人物の保身のための虚報を信じた司馬倫が、連戦連勝であった張泓の率いる前線の軍に退却を命じてしまい、また司馬倫が皇帝権を代替する符節を3人の将に渡した事で混乱が生じるなど、指揮系統の乱れもあり徐々に反乱軍側に形勢が傾いていった。そして司馬穎の軍の急襲により湨水にて朝廷軍が大敗を喫すると、黄河を渡河され首都洛陽にまで迫られる事となった。

### 廃位と死
司馬冏らの挙兵以後、百官や諸将は司馬倫と孫秀を殺害して天下に謝罪しようと思い、その機会を窺うようになった。4月7日、左衛将軍王輿と尚書・広陵公司馬漼は司馬倫の排斥を目論み、700人余りの兵を率いて南掖門から宮中へ向かい、勅命を下して諸将へ宮門を押さえるよう命じ、これに三部司馬が内から応じた。こうして孫秀・許超・士猗ら司馬倫の側近達は多くがその場で斬り捨てられ、孫秀の子の孫会も捕らえられて処刑された。孫秀の家にいた司馬馥も王輿の将兵により捕らえられ、散騎省に監禁された。そして王輿は雲龍門に兵を集めて八座（六曹尚書と尚書令・尚書僕射）を殿中に入れると、司馬倫は詔を書くよう強要され「朕は孫秀によって誤りを犯し、三王を怒らせた。今、孫秀は既に誅殺されたので、太上皇を復位させ、朕は農地に帰って晩年を過ごすことにする」と宣言させた。
詔は各地に発せられ、騶虞幡（晋代の皇帝の停戦の節）によって各軍に停戦が命じられた。司馬倫に従っていた文武百官はみな逃走し、司馬倫の邸宅はもぬけの空となった。司馬倫は黄門に伴われて華林東門から送り出され、太子司馬荂らと共に汶陽里にある自宅に帰された。甲士数千人が金墉城から恵帝を招き入れると、民衆は万歳を唱えた。恵帝が端門から皇宮に入り殿上に登り、群臣は頓首してこれまでの無礼を謝罪した。その後、司馬倫・司馬荂らは金墉城に送られ、河北からの帰途であった司馬虔も九曲にて政変を知ると、軍を棄てて私邸に帰った。9日、大赦が下され、元号は永寧と改められ、全国では5日間の宴が開かれた。司馬肜らは上書して「趙王父子の凶逆は誅に伏すべきです」と進言した。百官は朝堂で議論を行い、みな司馬肜の表奏に同調した。
13日、尚書袁敞が符節を持って司馬倫に死を賜り、金屑酒を飲まされて自害させられた。司馬倫は慚愧して巾で顔を覆うと「孫秀が我を誤らせた！孫秀が我を誤らせた！」と慟哭した。子の司馬荂・司馬馥・司馬虔・司馬詡も廷尉に引き渡され、処刑された。司馬倫によって用いられた百官は罷免され、尚書・御史・謁者・門下・中書・秘書・諸公府等の官員がほとんど空位となり、尚書台や府衛だけがごく少数留め置かれた。司馬冏らが挙兵してから司馬倫の敗亡まで60日余り、実に10万人以上が殺害されたという。
司馬倫の死を聞くと、司馬冏らの討伐に当たっていた張泓らはみな投降した。張衡・閭和・孫髦・高越は陽翟から軍を撤退させ、伏胤は敗戦して洛陽に逃げ戻ったが、みな市において処刑された。蔡璜は陽翟から司馬冏軍に投降し、洛陽に戻った後に自殺した。王輿もまたもともとは司馬倫の一派であったが、今回の功績により罪を免れた。しかし、東萊王司馬蕤が司馬冏を謀殺しようとすると、司馬蕤の謀議に加わったため殺害された。こうして司馬倫の与党は尽く罪に服したが、司馬楙・劉琨・陸機・顧栄のように助命されたものもいた。

## 人物
司馬倫は学問を修めておらず、書物を読むことが出来なかった。帝位に昇って朝権を掌握したが、彼に政治を運用する能力は無く、その実態は孫秀の傀儡に過ぎなかった。司馬倫の眼にはこぶがあり、当時の人はこれを妖異の象徴であると噂し合ったという。
子の司馬荂は見識・智略が欠け、司馬馥・司馬虔は凶暴・残虐で、司馬詡は愚鈍で軽薄であり、彼らは協力し合わず互いに憎しみ合っていた。また、司馬倫の側近は目先の利益だけを追う遠謀のない者ばかりであったという。

## 逸話
司馬倫の政権時にはその政権の乱れと短命さを暗示するかのような奇妙な事象があったという。
- 司馬冏らが決起した時、司馬倫は自ら太廟を祀って必勝を祈願したが、その帰りに大風が吹いて旗と車蓋が折れてしまったという。
- ある時、雉鶏が飛び入ってきて太極殿の東の階段から上殿したので、人々はこれを追い払った。雉鶏は殿の西方にある大きな鐘の下に飛んで行くと、またわずかな時間で飛びさった。
- ある時、司馬倫は上殿すると一匹の奇異な鳥を捕らえたが、配下に尋ねるも誰もどんな鳥か分からなかった。何日か過ぎた日の夕暮れ、白い服を着た少年が宮殿の西方に現れ、この服が鳥を殺すといった。そこで司馬倫はこの少年を捕まえて牢屋の中にいる鳥と共に閉じ込めた。翌日の朝、状況を確認しようとすると、扉は閉まったままであったが、鳥と子供はいなくなっていた。

## 子女
- 『晋書』本紀巻1～10、列伝巻7・8・29・44・68・69による
- 太字は皇帝（追贈含む）、数字は即位順。
- 灰網掛けは八王の乱にて殺害された人物。

|                 |                 |                 |                 |                 |                 |  |  |                 |                 |                 |                 |                 |                 |  |  |                 |                 |                 |                 |                 |                 |  |  |               |               |               |               |               |               |  |  | 舞陽侯 司馬防 |               |               |               |               |               |  |  |               |               |               |               |               |               |  |  |                |                |                |                |                |                |  |  |                |                |                |                |                |                |  |  |                 |                 |                 |                 |                 |                 |  |  |               |               |               |               |               |               |  |  |  |  |  |  |  |  |  |  |  |  |  |  |  |  |  |  |  |  |  |  |  |  |  |  |  |  |  |  |  |  |  |  |  |  |  |  |  |  |  |  |  |  |  |  |  |  |  |  |
|                 |                 |                 |                 |                 |                 |  |  |                 |                 |                 |                 |                 |                 |  |  |                 |                 |                 |                 |                 |                 |  |  |               |               |               |               |               |               |  |  |               |               |               |               |               |               |  |  |               |               |               |               |               |               |  |  |                |                |                |                |                |                |  |  |                |                |                |                |                |                |  |  |                 |                 |                 |                 |                 |                 |  |  |               |               |               |               |               |               |  |  |  |  |  |  |  |  |  |  |  |  |  |  |  |  |  |  |  |  |  |  |  |  |  |  |  |  |  |  |  |  |  |  |  |  |  |  |  |  |  |  |  |  |  |  |  |  |  |  |
|                 |                 |                 |                 |                 |                 |  |  |                 |                 |                 |                 |                 |                 |  |  |                 |                 |                 |                 |                 |                 |  |  |               |               |               |               |               |               |  |  |               |               |               |               |               |               |  |  |               |               |               |               |               |               |  |  |                |                |                |                |                |                |  |  |                |                |                |                |                |                |  |  |                 |                 |                 |                 |                 |                 |  |  |               |               |               |               |               |               |  |  |  |  |  |  |  |  |  |  |  |  |  |  |  |  |  |  |  |  |  |  |  |  |  |  |  |  |  |  |  |  |  |  |  |  |  |  |  |  |  |  |  |  |  |  |  |  |  |  |
|                 |                 |                 |                 |                 |                 |  |  |                 |                 |                 |                 |                 |                 |  |  | (追)宣帝 司馬懿 | (追)宣帝 司馬懿 | (追)宣帝 司馬懿 | (追)宣帝 司馬懿 | (追)宣帝 司馬懿 | (追)宣帝 司馬懿 |  |  |               |               |               |               |               |               |  |  |               |               |               |               |               |               |  |  |               |               |               |               |               |               |  |  | 安平王 司馬孚  | 安平王 司馬孚  | 安平王 司馬孚  | 安平王 司馬孚  | 安平王 司馬孚  | 安平王 司馬孚  |  |  |                |                |                |                |                |                |  |  | 東武城侯 司馬馗 | 東武城侯 司馬馗 | 東武城侯 司馬馗 | 東武城侯 司馬馗 | 東武城侯 司馬馗 | 東武城侯 司馬馗 |  |  |               |               |               |               |               |               |  |  |  |  |  |  |  |  |  |  |  |  |  |  |  |  |  |  |  |  |  |  |  |  |  |  |  |  |  |  |  |  |  |  |  |  |  |  |  |  |  |  |  |  |  |  |  |  |  |  |
|                 |                 |                 |                 |                 |                 |  |  |                 |                 |                 |                 |                 |                 |  |  | (追)宣帝 司馬懿 | (追)宣帝 司馬懿 | (追)宣帝 司馬懿 | (追)宣帝 司馬懿 | (追)宣帝 司馬懿 | (追)宣帝 司馬懿 |  |  |               |               |               |               |               |               |  |  |               |               |               |               |               |               |  |  |               |               |               |               |               |               |  |  | 安平王 司馬孚  | 安平王 司馬孚  | 安平王 司馬孚  | 安平王 司馬孚  | 安平王 司馬孚  | 安平王 司馬孚  |  |  |                |                |                |                |                |                |  |  | 東武城侯 司馬馗 | 東武城侯 司馬馗 | 東武城侯 司馬馗 | 東武城侯 司馬馗 | 東武城侯 司馬馗 | 東武城侯 司馬馗 |  |  |               |               |               |               |               |               |  |  |  |  |  |  |  |  |  |  |  |  |  |  |  |  |  |  |  |  |  |  |  |  |  |  |  |  |  |  |  |  |  |  |  |  |  |  |  |  |  |  |  |  |  |  |  |  |  |  |
|                 |                 |                 |                 |                 |                 |  |  |                 |                 |                 |                 |                 |                 |  |  |                 |                 |                 |                 |                 |                 |  |  |               |               |               |               |               |               |  |  |               |               |               |               |               |               |  |  |               |               |               |               |               |               |  |  |                |                |                |                |                |                |  |  |                |                |                |                |                |                |  |  |                 |                 |                 |                 |                 |                 |  |  |               |               |               |               |               |               |  |  |  |  |  |  |  |  |  |  |  |  |  |  |  |  |  |  |  |  |  |  |  |  |  |  |  |  |  |  |  |  |  |  |  |  |  |  |  |  |  |  |  |  |  |  |  |  |  |  |
| (追)景帝 司馬師 | (追)景帝 司馬師 | (追)景帝 司馬師 | (追)景帝 司馬師 | (追)景帝 司馬師 | (追)景帝 司馬師 |  |  | (追)文帝 司馬昭 | (追)文帝 司馬昭 | (追)文帝 司馬昭 | (追)文帝 司馬昭 | (追)文帝 司馬昭 | (追)文帝 司馬昭 |  |  | 汝南王 司馬亮   | 汝南王 司馬亮   | 汝南王 司馬亮   | 汝南王 司馬亮   | 汝南王 司馬亮   | 汝南王 司馬亮   |  |  | 琅邪王 司馬伷 | 琅邪王 司馬伷 | 琅邪王 司馬伷 | 琅邪王 司馬伷 | 琅邪王 司馬伷 | 琅邪王 司馬伷 |  |  | 梁王 司馬肜   | 梁王 司馬肜   | 梁王 司馬肜   | 梁王 司馬肜   | 梁王 司馬肜   | 梁王 司馬肜   |  |  | 趙王 司馬倫   | 趙王 司馬倫   | 趙王 司馬倫   | 趙王 司馬倫   | 趙王 司馬倫   | 趙王 司馬倫   |  |  | 太原王 司馬瓌  | 太原王 司馬瓌  | 太原王 司馬瓌  | 太原王 司馬瓌  | 太原王 司馬瓌  | 太原王 司馬瓌  |  |  |                |                |                |                |                |                |  |  | 高密王 司馬泰   | 高密王 司馬泰   | 高密王 司馬泰   | 高密王 司馬泰   | 高密王 司馬泰   | 高密王 司馬泰   |  |  |               |               |               |               |               |               |  |  |  |  |  |  |  |  |  |  |  |  |  |  |  |  |  |  |  |  |  |  |  |  |  |  |  |  |  |  |  |  |  |  |  |  |  |  |  |  |  |  |  |  |  |  |  |  |  |  |
| (追)景帝 司馬師 | (追)景帝 司馬師 | (追)景帝 司馬師 | (追)景帝 司馬師 | (追)景帝 司馬師 | (追)景帝 司馬師 |  |  | (追)文帝 司馬昭 | (追)文帝 司馬昭 | (追)文帝 司馬昭 | (追)文帝 司馬昭 | (追)文帝 司馬昭 | (追)文帝 司馬昭 |  |  | 汝南王 司馬亮   | 汝南王 司馬亮   | 汝南王 司馬亮   | 汝南王 司馬亮   | 汝南王 司馬亮   | 汝南王 司馬亮   |  |  | 琅邪王 司馬伷 | 琅邪王 司馬伷 | 琅邪王 司馬伷 | 琅邪王 司馬伷 | 琅邪王 司馬伷 | 琅邪王 司馬伷 |  |  | 梁王 司馬肜   | 梁王 司馬肜   | 梁王 司馬肜   | 梁王 司馬肜   | 梁王 司馬肜   | 梁王 司馬肜   |  |  | 趙王 司馬倫   | 趙王 司馬倫   | 趙王 司馬倫   | 趙王 司馬倫   | 趙王 司馬倫   | 趙王 司馬倫   |  |  | 太原王 司馬瓌  | 太原王 司馬瓌  | 太原王 司馬瓌  | 太原王 司馬瓌  | 太原王 司馬瓌  | 太原王 司馬瓌  |  |  |                |                |                |                |                |                |  |  | 高密王 司馬泰   | 高密王 司馬泰   | 高密王 司馬泰   | 高密王 司馬泰   | 高密王 司馬泰   | 高密王 司馬泰   |  |  |               |               |               |               |               |               |  |  |  |  |  |  |  |  |  |  |  |  |  |  |  |  |  |  |  |  |  |  |  |  |  |  |  |  |  |  |  |  |  |  |  |  |  |  |  |  |  |  |  |  |  |  |  |  |  |  |
|                 |                 |                 |                 |                 |                 |  |  |                 |                 |                 |                 |                 |                 |  |  |                 |                 |                 |                 |                 |                 |  |  |               |               |               |               |               |               |  |  |               |               |               |               |               |               |  |  |               |               |               |               |               |               |  |  |                |                |                |                |                |                |  |  |                |                |                |                |                |                |  |  |                 |                 |                 |                 |                 |                 |  |  |               |               |               |               |               |               |  |  |  |  |  |  |  |  |  |  |  |  |  |  |  |  |  |  |  |  |  |  |  |  |  |  |  |  |  |  |  |  |  |  |  |  |  |  |  |  |  |  |  |  |  |  |  |  |  |  |
| 斉王 司馬攸     | 斉王 司馬攸     | 斉王 司馬攸     | 斉王 司馬攸     | 斉王 司馬攸     | 斉王 司馬攸     |  |  | (1)武帝 司馬炎  | (1)武帝 司馬炎  | (1)武帝 司馬炎  | (1)武帝 司馬炎  | (1)武帝 司馬炎  | (1)武帝 司馬炎  |  |  |                 |                 |                 |                 |                 |                 |  |  | 琅邪王 司馬覲 | 琅邪王 司馬覲 | 琅邪王 司馬覲 | 琅邪王 司馬覲 | 琅邪王 司馬覲 | 琅邪王 司馬覲 |  |  |               |               |               |               |               |               |  |  |               |               |               |               |               |               |  |  | 河間王 司馬顒  | 河間王 司馬顒  | 河間王 司馬顒  | 河間王 司馬顒  | 河間王 司馬顒  | 河間王 司馬顒  |  |  | 東海王 司馬越  | 東海王 司馬越  | 東海王 司馬越  | 東海王 司馬越  | 東海王 司馬越  | 東海王 司馬越  |  |  | 新蔡王 司馬騰   | 新蔡王 司馬騰   | 新蔡王 司馬騰   | 新蔡王 司馬騰   | 新蔡王 司馬騰   | 新蔡王 司馬騰   |  |  | 南陽王 司馬模 | 南陽王 司馬模 | 南陽王 司馬模 | 南陽王 司馬模 | 南陽王 司馬模 | 南陽王 司馬模 |  |  |  |  |  |  |  |  |  |  |  |  |  |  |  |  |  |  |  |  |  |  |  |  |  |  |  |  |  |  |  |  |  |  |  |  |  |  |  |  |  |  |  |  |  |  |  |  |  |  |
| 斉王 司馬攸     | 斉王 司馬攸     | 斉王 司馬攸     | 斉王 司馬攸     | 斉王 司馬攸     | 斉王 司馬攸     |  |  | (1)武帝 司馬炎  | (1)武帝 司馬炎  | (1)武帝 司馬炎  | (1)武帝 司馬炎  | (1)武帝 司馬炎  | (1)武帝 司馬炎  |  |  |                 |                 |                 |                 |                 |                 |  |  | 琅邪王 司馬覲 | 琅邪王 司馬覲 | 琅邪王 司馬覲 | 琅邪王 司馬覲 | 琅邪王 司馬覲 | 琅邪王 司馬覲 |  |  |               |               |               |               |               |               |  |  |               |               |               |               |               |               |  |  | 河間王 司馬顒  | 河間王 司馬顒  | 河間王 司馬顒  | 河間王 司馬顒  | 河間王 司馬顒  | 河間王 司馬顒  |  |  | 東海王 司馬越  | 東海王 司馬越  | 東海王 司馬越  | 東海王 司馬越  | 東海王 司馬越  | 東海王 司馬越  |  |  | 新蔡王 司馬騰   | 新蔡王 司馬騰   | 新蔡王 司馬騰   | 新蔡王 司馬騰   | 新蔡王 司馬騰   | 新蔡王 司馬騰   |  |  | 南陽王 司馬模 | 南陽王 司馬模 | 南陽王 司馬模 | 南陽王 司馬模 | 南陽王 司馬模 | 南陽王 司馬模 |  |  |  |  |  |  |  |  |  |  |  |  |  |  |  |  |  |  |  |  |  |  |  |  |  |  |  |  |  |  |  |  |  |  |  |  |  |  |  |  |  |  |  |  |  |  |  |  |  |  |
|                 |                 |                 |                 |                 |                 |  |  |                 |                 |                 |                 |                 |                 |  |  |                 |                 |                 |                 |                 |                 |  |  |               |               |               |               |               |               |  |  |               |               |               |               |               |               |  |  |               |               |               |               |               |               |  |  |                |                |                |                |                |                |  |  |                |                |                |                |                |                |  |  |                 |                 |                 |                 |                 |                 |  |  |               |               |               |               |               |               |  |  |  |  |  |  |  |  |  |  |  |  |  |  |  |  |  |  |  |  |  |  |  |  |  |  |  |  |  |  |  |  |  |  |  |  |  |  |  |  |  |  |  |  |  |  |  |  |  |  |
| 斉王 司馬冏     | 斉王 司馬冏     | 斉王 司馬冏     | 斉王 司馬冏     | 斉王 司馬冏     | 斉王 司馬冏     |  |  | (2)恵帝 司馬衷  | (2)恵帝 司馬衷  | (2)恵帝 司馬衷  | (2)恵帝 司馬衷  | (2)恵帝 司馬衷  | (2)恵帝 司馬衷  |  |  | 楚王 司馬瑋     | 楚王 司馬瑋     | 楚王 司馬瑋     | 楚王 司馬瑋     | 楚王 司馬瑋     | 楚王 司馬瑋     |  |  | 淮南王 司馬允 | 淮南王 司馬允 | 淮南王 司馬允 | 淮南王 司馬允 | 淮南王 司馬允 | 淮南王 司馬允 |  |  | 長沙王 司馬乂 | 長沙王 司馬乂 | 長沙王 司馬乂 | 長沙王 司馬乂 | 長沙王 司馬乂 | 長沙王 司馬乂 |  |  | 成都王 司馬穎 | 成都王 司馬穎 | 成都王 司馬穎 | 成都王 司馬穎 | 成都王 司馬穎 | 成都王 司馬穎 |  |  | (3)懐帝 司馬熾 | (3)懐帝 司馬熾 | (3)懐帝 司馬熾 | (3)懐帝 司馬熾 | (3)懐帝 司馬熾 | (3)懐帝 司馬熾 |  |  | 呉王 司馬晏    | 呉王 司馬晏    | 呉王 司馬晏    | 呉王 司馬晏    | 呉王 司馬晏    | 呉王 司馬晏    |  |  |                 |                 |                 |                 |                 |                 |  |  | 南陽王 司馬保 | 南陽王 司馬保 | 南陽王 司馬保 | 南陽王 司馬保 | 南陽王 司馬保 | 南陽王 司馬保 |  |  |  |  |  |  |  |  |  |  |  |  |  |  |  |  |  |  |  |  |  |  |  |  |  |  |  |  |  |  |  |  |  |  |  |  |  |  |  |  |  |  |  |  |  |  |  |  |  |  |
| 斉王 司馬冏     | 斉王 司馬冏     | 斉王 司馬冏     | 斉王 司馬冏     | 斉王 司馬冏     | 斉王 司馬冏     |  |  | (2)恵帝 司馬衷  | (2)恵帝 司馬衷  | (2)恵帝 司馬衷  | (2)恵帝 司馬衷  | (2)恵帝 司馬衷  | (2)恵帝 司馬衷  |  |  | 楚王 司馬瑋     | 楚王 司馬瑋     | 楚王 司馬瑋     | 楚王 司馬瑋     | 楚王 司馬瑋     | 楚王 司馬瑋     |  |  | 淮南王 司馬允 | 淮南王 司馬允 | 淮南王 司馬允 | 淮南王 司馬允 | 淮南王 司馬允 | 淮南王 司馬允 |  |  | 長沙王 司馬乂 | 長沙王 司馬乂 | 長沙王 司馬乂 | 長沙王 司馬乂 | 長沙王 司馬乂 | 長沙王 司馬乂 |  |  | 成都王 司馬穎 | 成都王 司馬穎 | 成都王 司馬穎 | 成都王 司馬穎 | 成都王 司馬穎 | 成都王 司馬穎 |  |  | (3)懐帝 司馬熾 | (3)懐帝 司馬熾 | (3)懐帝 司馬熾 | (3)懐帝 司馬熾 | (3)懐帝 司馬熾 | (3)懐帝 司馬熾 |  |  | 呉王 司馬晏    | 呉王 司馬晏    | 呉王 司馬晏    | 呉王 司馬晏    | 呉王 司馬晏    | 呉王 司馬晏    |  |  |                 |                 |                 |                 |                 |                 |  |  | 南陽王 司馬保 | 南陽王 司馬保 | 南陽王 司馬保 | 南陽王 司馬保 | 南陽王 司馬保 | 南陽王 司馬保 |  |  |  |  |  |  |  |  |  |  |  |  |  |  |  |  |  |  |  |  |  |  |  |  |  |  |  |  |  |  |  |  |  |  |  |  |  |  |  |  |  |  |  |  |  |  |  |  |  |  |
|                 |                 |                 |                 |                 |                 |  |  | 愍懐太子 司馬遹 | 愍懐太子 司馬遹 | 愍懐太子 司馬遹 | 愍懐太子 司馬遹 | 愍懐太子 司馬遹 | 愍懐太子 司馬遹 |  |  |                 |                 |                 |                 |                 |                 |  |  |               |               |               |               |               |               |  |  |               |               |               |               |               |               |  |  |               |               |               |               |               |               |  |  |                |                |                |                |                |                |  |  | (4)愍帝 司馬鄴 | (4)愍帝 司馬鄴 | (4)愍帝 司馬鄴 | (4)愍帝 司馬鄴 | (4)愍帝 司馬鄴 | (4)愍帝 司馬鄴 |  |  |                 |                 |                 |                 |                 |                 |  |  |               |               |               |               |               |               |  |  |  |  |  |  |  |  |  |  |  |  |  |  |  |  |  |  |  |  |  |  |  |  |  |  |  |  |  |  |  |  |  |  |  |  |  |  |  |  |  |  |  |  |  |  |  |  |  |  |

- 世子 司馬荂
- 済陽王 司馬馥
- 汝陰王 司馬虔
- 覇城王 司馬詡